# صالح مهدي حيدر
صالح مهدي حيدر هو مصرفي عراقي شغل منصب محافظ البنك المركزي العراقي عام 1949.
كما كان أحد الأعضاء العراقيين الستة في مجلس الإعمار الذي تأسس عام 1950، بالإضافة إلى علي حيدر سليمان وبابا علي الشيخ محمود الحفيد ومحمد حديد ونديم الباجه جي وعبد الأمير الأزري.